# Světová organizace cestovního ruchu
Světová organizace cestovního ruchu (anglicky United Nations World Tourism Organization – UNWTO) je specializovaná agentura se statutem Organizace spojených národů a vedoucí mezinárodní organizace v oblasti cestovního ruchu. Její sídlo je v Madridu.

## Vznik
Světová organizace cestovního ruchu vznikla přeměnou organizace nevládního charakteru IUOTO (International Union of Official Travel Organisations) na mezinárodní organizaci mezivládní povahy v roce 1974. V tomto roce se členem WTO stala i tehdejší ČSSR, a to tím, že v souladu se stanovami WTO jako řádný člen IUOTO formálně prohlásila, že přijímá stanovy organizace a bere na sebe členské povinnosti. Česká republika je členem WTO jako pokračovatel v členství bývalé ČSSR, resp. ČSFR. V roce 2003 došlo k přeměně WTO v přidruženou organizaci (specializovanou agenturu, resp. agencii – specialised agency) Organizace spojených národů na podporu cestovního ruchu – UNWTO.

## Členství
Členové jsou zástupci vlád jednotlivých členských států. Členství UNWTO zahrnuje 159 států (včetně České republiky) a více než 500 přidružených členů, kteří reprezentují privátní sektor, vzdělávací instituce, turistické asociace a místní turistické úřady.

## Význam
UNWTO hraje hlavní a rozhodující roli v podpoře vývoje zodpovědného, udržitelného a dostupného cestovního ruchu a především je zaměřena na zájmy vyvíjejících se zemí třetího světa.
Tato organizace podporuje realizaci celosvětového zákoníku etiky pro cestovní ruch (Global Code of Ethics for Tourism), z něhož vyplývá, že členské země, turistické cíle a obchody mají maximalizovat pozitivní ekonomické, sociální a kulturní účinky turismu a plně využívat jeho výhody, zatímco na druhou stranu mají minimalizovat jeho negativní sociální a environmentální dopady.
Přímé akce, které zesilují a podporují úsilí národní turistické správy (National Tourism Administrations), jsou uskutečňovány prostřednictvím oblastních zástupců – Afrika, Amerika, východní Asie a Pacifik, Evropa, Střední východ a jižní Asie.
V dnešní době se objem cestovního ruchu rovná nebo dokonce předčí objem z olejových exportů, potravinových produktů nebo automobilů. Turismus se stal jedním z hlavních účastníků mezinárodního obchodu a reprezentuje zároveň jeden z hlavních příjmových zdrojů pro mnoho vyvíjejících se zemí.
Příspěvek cestovního ruchu k ekonomickému úspěchu závisí na kvalitě a výnosech turistické nabídky. UNWTO pomáhá destinacím s jejich udržitelností umístit se na komplexních národních a mezinárodních trzích. UNWTO také poukazuje na to, že ve zvláště se vyvíjejících zemích stojí za to těžit z udržitelného cestovního ruchu a jedná tak, aby pomohl těmto zemím.

## Orgány UNWTO
Orgány UNWTO jsou Valné shromáždění (General Assembly), Výkonná rada (Executive Council) a Sekretariát (Secretariat).
Nejvyšším orgánem UNWTO je Valné shromáždění. Je tvořeno delegáty zastupujícími řádné členy organizace, který zasedá každé dva roky. Valné shromáždění může vydat rozhodnutí k jakékoli záležitosti spadající do působnosti organizace. Schvaluje rozpočet a finanční předpisy organizace, volí členy Výkonné rady, jmenuje Generálního tajemníka, dle potřeby ustanovuje odborné a regionální orgány apod.
Nejvyšším exekutivním orgánem UNWTO je Výkonná rada, která se schází minimálně dvakrát ročně. Její členové jsou voleni Valným shromážděním na čtyři roky. Výkonná rada volí z řad svých členů předsedu a dva místopředsedy, jejichž funkční období je jednoleté. ČR byla členem Výkonné rady v letech 1999–2003 a do budoucna bude usilovat o opětovnou kandidaturu do tohoto orgánu.

### Sekretariát
Sestává z generálního tajemníka a personálu potřebného pro vedení administrativy organizace. Od ledna 2018 je generálním tajemníkem UNWTO Gruzínec Zurab Pololikashvili.
Pomocnými orgány Valného shromáždění jsou regionální komise. V rámci UNWTO působí šest regionálních komisí: pro Afriku, Ameriku, Východní Asii a Pacifik, Evropu, Střední Východ a Jižní Asii. Scházejí se obvykle jednou ročně. Jejich úkolem je umožnit členským státům udržovat styk se Sekretariátem a mezi sebou navzájem v období mezi zasedáními Valného shromáždění, kterému adresují své návrhy a připomínky. Předsednickou zemí Regionální komise pro Evropu je pro období let 2003–2005 Švýcarsko. Hlavním představitelem Regionální komise pro Evropu je Luigi Cabrini.